# Ephesia hoenei
Ephesia hoenei là một loài bướm đêm trong họ Noctuidae.